# Потойбічний світ
Потойбі́чний світ, потойбі́ччя, загробний світ, той світ — у різноманітних релігійних системах (як язичницьких, так і монотеїстичних) — світ, до якого потрапляють люди після смерті, мешкання померлих або їх душ. Уявлення про потойбічний світ є типологічно спільними майже для всіх культур та цивілізацій.

## Потойбічний світ у традиційних релігіях
У найдавніших релігійних системах, закріплених у письмових джерелах, потойбічний світ — це недиференційоване царство темряви без сонячного світла та радощів, розташоване частіше за все у нижньому ярусі триповерхового світу (небесний — земний — підземний), табуйоване для йменування та називане евфемістично. Такі, наприклад, Кі-галь (букв. «велика земля», «велике місто»), або Кур (букв. «гора», «гірська країна», хоча вона й мислиться в «нижньому» світі) — у шумерській культурі та відповідні їм Ерцету («земля») або Кур-ну-гі («країна без повернення»; запозичене з шумерської мови) — в аккадській культурі; темний, глибокий нескінченний дуат у єгипетських релігійних уявленнях; грецький Аїд або Гадес («безвидний», «незримий»); в тому ж ряду й давньоєврейський (біблійний) Шеол.
Найдавніші уявлення про потойбічний світ не несуть у собі жодної етичної диференціації: усі померлі люди потрапляють до одного й того ж місця незалежно від того, ким вони були на Землі. Перші спроби пов'язати потойбічний світ з потойбічною відплатою зафіксовані в єгипетській культурі епохи Середнього царства (близько 22—16 століть до н. е.) в «Книзі померлих», пов'язаній із потойбічним судом Осіріса, в результаті якого душі благочестивих людей потрапляють на поля іару, або іалу — поля блаженних (прообраз Єлисейських полів, або Елізіума, у давньогрецькій міфології), а душі грішних — на остаточне знищення. Частково та ж диференціація спостерігається пізніше в давньогрецьких уявленнях, за якими душі людей, що не прогнівили богів, блукають в Елізіумі, тоді як грішників карають, але в тому ж Аїді.

## Потойбічний світ у монотеїзмі
Поступово саме у монотеїзмі — спочатку в юдаїзмі, а вслід за ним — у християнстві та ісламі — акцентуються етичні начала у житті людини, що призводить до остаточного розмежування потойбічного світу на Пекло та Рай. У монотеїстичних релігіях потойбічний світ нерозривно пов'язаний з ідеями остаточної відплати людині, безсмертя душі, прийдешнього воскресіння померлих, а також з есхатологією — перетворенням усього людського життя в кінці історії, з приходом Месії та встановленням Царства Божого.

## Потойбічний світ у сучасній українській культурі
Різні художні моделі потойбічного світу пропонує Олесь Барліг у збірці п'єс «Звірі подивляться замість тебе». В драмі «Демона викликаю, Тамаро» зображується метафізичний простір, у якому мешкають душі самогубців, що приречені на обернення міфологічними істотами, чудовиськами, демонами. «Стрибай Ліля, стрибай» розміщає персонажів у кімнаті, з якої неможливо вийти. Єдиний спосіб втечі з неї — стрибок до чорної ями в підлозі, й кожен по черзі робить це під тиском невидимого примусу. Дія «Уроборосу у Східному експресі» відбувається в астралі, а одна зі сцен «Тигроловів» — в підводному царстві, до якого після смерті потрапляє утоплена героїня. П'єса, що подарувала назву книзі, відтворює невидимий світ духів із пустотливими елементалями.